# Llista de monuments de Casserres
Llista de monuments de Casserres inclosos en l'Inventari del Patrimoni Arquitectònic Català per al municipi de Casserres (Berguedà). Inclou els inscrits en el Registre de Béns Culturals d'Interès Nacional (BCIN) amb la classificació de monuments històrics, els Béns Culturals d'Interès Local (BCIL) de caràcter immoble i la resta de béns arquitectònics integrants del patrimoni cultural català.
| Monument                                      | Protecció   | Estil/època                            | Localització                                                                              | Coordenades                                          | Codi?         | Imatge |
| --------------------------------------------- | ----------- | -------------------------------------- | ----------------------------------------------------------------------------------------- | ---------------------------------------------------- | ------------- | --- |
| Castell de Casserres                          | BCIN 625-MH | Medieval                               | Casserres Serrat dels Moros, al sud de l'església de Sant Pau, i el solar de l'ajuntament | 42° 01′ 34″ N, 1° 50′ 35″ E / 42.026140°N,1.843050°E | RI-51-0005239 | Castell de Casserres · Vegeu més fotos d'aquest monument · Carregueu una nova foto d'aquest monument                                   |
| Carrer Major                                  |             | Obra popular XVII-XVIII                | Casserres C. Major                                                                        | 42° 00′ 54″ N, 1° 50′ 28″ E / 42.014873°N,1.841221°E | IPA-3147      | Carrer Major (Casserres) · Vegeu més fotos d'aquest monument · Carregueu una nova foto d'aquest monument                               |
| Plaça de la Creu                              |             | Obra popular XVII-XVIII                | Casserres Pl. de la Creu                                                                  | 42° 00′ 51″ N, 1° 50′ 28″ E / 42.014096°N,1.841230°E | IPA-3148      | Plaça de la Creu (Casserres) · Vegeu més fotos d'aquest monument · Carregueu una nova foto d'aquest monument                           |
| Església de la Mare de Déu dels Àngels        |             | Barroc XVII                            | Casserres Pl. de l'Església                                                               | 42° 00′ 50″ N, 1° 50′ 32″ E / 42.014008°N,1.842342°E | IPA-3149      | Església de la Mare de Déu dels Àngels (Casserres) · Vegeu més fotos d'aquest monument · Carregueu una nova foto d'aquest monument     |
| Cal Biel                                      |             | Obra popular, gòtic XVII               | Casserres Pl. de la Creu, 1                                                               | 42° 00′ 51″ N, 1° 50′ 27″ E / 42.014243°N,1.840892°E | IPA-3152      | Cal Biel (Casserres) · Vegeu més fotos d'aquest monument · Carregueu una nova foto d'aquest monument                                   |
| Església de Sant Pau de Casserres             |             | Romànic, barroc XII, XVIII             | Casserres Sant Pau de Casserres                                                           | 42° 01′ 40″ N, 1° 50′ 35″ E / 42.027770°N,1.843072°E | IPA-3153      | Església de Sant Pau de Casserres · Vegeu més fotos d'aquest monument · Carregueu una nova foto d'aquest monument                      |
| Església de Santa Maria de l'Antiguitat       |             | Neoclassicisme, obra popular XVIII-XIX | Casserres Cementiri                                                                       | 42° 00′ 56″ N, 1° 50′ 39″ E / 42.015539°N,1.844108°E | IPA-3156      | Església de Santa Maria de l'Antiguitat (Casserres) · Vegeu més fotos d'aquest monument · Carregueu una nova foto d'aquest monument    |
| Església de Sant Miquel de Fonogedell         |             | Romànic, obra popular XII-XIII, XVIII  | Casserres Cal Cirera                                                                      | 41° 59′ 22″ N, 1° 48′ 53″ E / 41.989357°N,1.814808°E | IPA-3159      | Carregueu una nova foto d'aquest monument                                                                                              |
| Colònia Guixaró                               |             | Obra popular                           | Casserres                                                                                 | 41° 59′ 51″ N, 1° 53′ 13″ E / 41.997545°N,1.887019°E | IPA-3160      | Colònia Guixaró (Casserres) · Vegeu més fotos d'aquest monument · Carregueu una nova foto d'aquest monument                            |
| Església de la Mercè de la Colònia Monegal    |             | Historicisme XIX-XX                    | Casserres Colònia Monegal                                                                 | 42° 02′ 50″ N, 1° 52′ 20″ E / 42.047105°N,1.872304°E | IPA-3162      | Església de la Mercè de la Colònia Monegal (Casserres) · Vegeu més fotos d'aquest monument · Carregueu una nova foto d'aquest monument |
| Torre de la Colònia Monegal                   |             | Historicisme XIX-XX                    | Casserres Colònia Monegal                                                                 | 42° 02′ 39″ N, 1° 52′ 26″ E / 42.044055°N,1.873772°E | IPA-3163      | Torre de la Colònia Monegal (Casserres) · Vegeu més fotos d'aquest monument · Carregueu una nova foto d'aquest monument                |
| Cal Barnadàs                                  |             | Obra popular XVI, XVIII                | Casserres C. de la Creu                                                                   | 42° 00′ 53″ N, 1° 50′ 32″ E / 42.014593°N,1.842148°E | IPA-3164      | Cal Barnadàs (Casserres) · Vegeu més fotos d'aquest monument · Carregueu una nova foto d'aquest monument                               |
| Ca n'Eloi                                     |             | Obra popular XVII-XVIII                | Casserres A 3,5 km de Casserres per ctra. de l'Espunyola, pista mà dreta                  | 42° 01′ 30″ N, 1° 48′ 41″ E / 42.024874°N,1.811262°E | IPA-3165      | Ca n'Eloi (Casserres) · Vegeu més fotos d'aquest monument · Carregueu una nova foto d'aquest monument                                  |
| Cal Cirera                                    |             | Obra popular XVIII                     | Casserres De Casserres, pista a mà dreta, direcció Fonogedell                             | 41° 59′ 19″ N, 1° 48′ 58″ E / 41.988607°N,1.815983°E | IPA-3166      | Carregueu una nova foto d'aquest monument                                                                                              |
| El Soler de l'Espluga, o el Soler de Sant Pau |             | Obra popular XVIII                     | Casserres Sant Pau de Casserres                                                           | 42° 02′ 08″ N, 1° 50′ 21″ E / 42.035525°N,1.839114°E | IPA-3167      | Carregueu una nova foto d'aquest monument                                                                                              |
| Canudes                                       |             | Obra popular XVI, XIX                  | Casserres Ctra. Gironella a Casserres, km 6; pista a mà dreta                             | 42° 01′ 59″ N, 1° 51′ 05″ E / 42.033047°N,1.851514°E | IPA-3168      | Canudes (Casserres) · Vegeu més fotos d'aquest monument · Carregueu una nova foto d'aquest monument                                    |
| Bernades                                      |             | Obra popular XVIII                     | Casserres Ctra. Gironella a Casserres, km 5; camí del Soler de l'Espluga                  | 42° 02′ 38″ N, 1° 50′ 10″ E / 42.043768°N,1.836239°E | IPA-3169      | Carregueu una nova foto d'aquest monument                                                                                              |
| Barbats                                       |             | Obra popular XV, XVIII                 | Casserres Ctra. Gironella a Casserres, km 2,5                                             | 42° 01′ 31″ N, 1° 51′ 45″ E / 42.025412°N,1.862632°E | IPA-3170      | Barbats (Casserres) · Vegeu més fotos d'aquest monument · Carregueu una nova foto d'aquest monument                                    |